# Goudelin
 Goudelin  (también así en bretón) es una población y comuna francesa, situada en la región de Bretaña, departamento de Côtes-d'Armor, en el distrito de Guingamp y cantón de Plouagat.

## Demografía
| 1341 | 1243 | 1186 | 1267 | 1258 | 1357 | 1558 |
| Para los censos de 1962 a 1999 la población legal corresponde a la población sin duplicidades (Fuente: INSEE [Consultar]) |      |      |      |      |      |      |